# Гигов, Филип
Фи́лип Лю́бенов Ги́гов (болг. Филип Любенов Гигов; 29 марта 2007, София) — болгарский футболист, нападающий клуба «Лудогорец».

## Клубная карьера
Гигов начал свою карьеру в академии «Лудогорца» и подписал первый профессиональный контракт в июне 2024 года. В декабре того же года он был приглашён в зимний тренировочный лагерь основной команды. Дебютировал за «Лудогорец» 23 января 2025 года в матче Лиги Европы УЕФА против «Мидтьюлланна».

## Карьера в сборной
С 2022 по 2024 год Гигов выступал за сборную Болгарии до 17 лет, проведя 12 матчей и забив 1 гол. В 2024 году начал выступать за команду до 19 лет, где в 3 матчах отметился 3 голами.